# Тит Аниний Секстий Флорентин

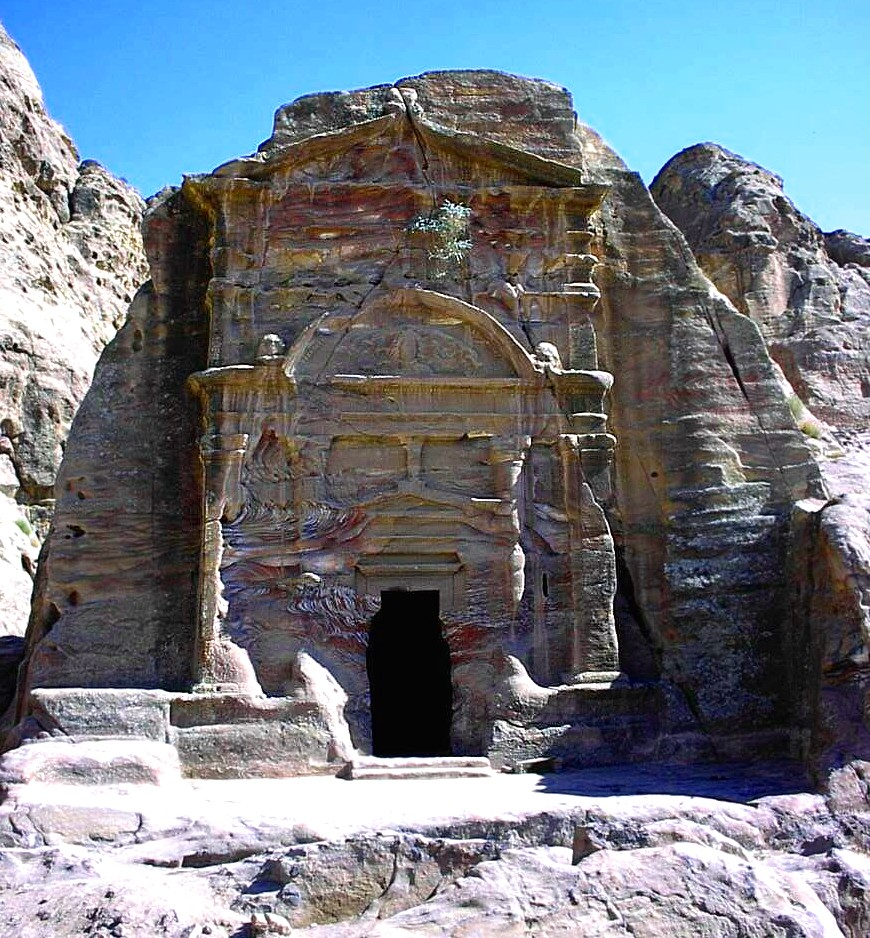
Гробница Флорентина

Тит Аниний Секстий Флорентин (лат. Titus Aninius Sextius Florentinus) — римский политический деятель первой половины II века.
Флорентин происходил из Папириевой трибы, которая была широко распространена в Италии. Из посмертной эпитафии в его честь известна его карьера. Сначала он был монетным триумвиром, должность которого была одной из самых престижных вигинтивирате, с которого обычно начиналась карьера сенатора. Впоследствии Флорентин был военным трибуном I легиона Минервы и квестором в провинции Ахайя. В Риме он находился на посту народного трибуна, а позже стал легатом IX Испанского легиона, возможно, в Британии, а моет быть уже на континенте, куда легион был перемещён около 121 года. Его последние две должности были следующие: проконсул провинции Нарбонская Галлия и легат пропретор провинция Аравия Петрейская, которую Флорентин занимал в 127 году.
Флорентин построил в 130 году в Петре внушительный памятник, который ранее рассматривался как гробница набатейского царя. Тем не менее, надпись Флорентина, найденная там, дала возможность пересмотреть эту точку зрения.